# Microcavia
Microcavia es un género de roedores de la familia Caviidae. El nombre del género alude a la similitud morfológica de estos animales con los representantes del género Cavia, pero de tamaño menor ("micro"). Son únicos dentro de su familia en el sentido de que sus dientes premolares no crecen y sustituyen a los dientes deciduos originales de las mejillas hasta después del nacimiento del animal; en otros géneros esto ocurre en el útero.

## Especies
- Microcavia australis (I. Geoffroy & d'Orbigny, 1833) - cuis
- Microcavia jayat Teta, Ojeda, Lucero & D’ Elía, 2017[2]
- Microcavia maenas (Thomas, 1898)[2]
- Microcavia niata (Thomas, 1898)
- Microcavia salinia (Thomas, 1921)[3]
- Microcavia shiptoni (Thomas, 1925)- cuis andino
- Microcavia sorojchi Teta, Jayat & Ortiz, 2021[4]

También se han nombrado al menos nueve especies fósiles, que se remontan a mediados del Plioceno, aunque no está claro cuántas de ellas son realmente válidas.